# Runtu
Runtu — дистрибутив GNU/Linux, що базується на Ubuntu, використовує  як графічне середовище GNOME і програмне забезпечення на GTK+2.
Ідея дистрибутиву — простота і легкість Ubuntu, з набором необхідного ПЗ, готового до використання відразу після встановлення.
Первісна назва дистрибутиву: «Ubuntu Full Power». Дистрибутив задумувався як спеціальна збірка Ubuntu. Потім вона була перейменована згідно з новими правилами використання торгової марки Ubuntu, проте напрям проекту залишився тим же. Розробники обіцяють, що Runtu завжди буде повністю сумістним із Ubuntu.
Починаючи з версії 1.1, Runtu включає в себе спеціальну збірку офісного пакету OpenOffice.org Professional, яку адаптовано для Росії компанією Інфра-Ресурс.

## Відмінність від Ubuntu
Головна відмінність Runtu від Ubuntu у передвстановлених пакетах повної  підтримки російської мови, підтримка закритих форматів, наборі основного ПЗ, їх початкової конфігурації. Окрім того, на встановлювальному диску розміщено репозиторій найнеобхідніших програм і драйверів.